# Fulko I Rudy
Fulko I Rudy (ur. ok. 870, zm. po 13 sierpnia 941) – syn wicehrabiego Ingelgera i Adelais, pierwszy hrabia Andegawenii w latach 898-941.

## Życiorys
Po raz pierwszy pojawia się w jako świadek dokumentu hrabiego Paryża Odona w kwietniu 886 r. Pierwszy dokument w którym Fulko występuje jako hrabia pochodzi z 29 września 898 r. Powiększył swoje posiadłości o wicehrabstwo Angers, które w 930 r. zostało podniesione do godności hrabstwa. Podczas swoich rządów prowadził stale wojny z Normanami i Bretanią. W 907 r. opanował hrabstwo Nantes, skąd jednak został wyparty przez Bretończyków w 919 r. Zmarł ok. 941 r.
Poślubił Roscillę de Loches, córkę Garniera. Miał z nią co najmniej dwóch synów:
- Fulko II Dobry (920 - 11 listopada 958), hrabia Andegawenii
- Gwidon (zm. 966/985), biskup Soissons

Niektóre źródła wspominają o tym, że miał jeszcze syna Ingelgera (zginął ok. 927 w bitwie z Normanami) oraz córki Adelę i Roscillę